# اویگن بولتس
اویگن بولتس (انگلیسی: Eugen Bolz؛ ۱۵ دسامبر ۱۸۸۱ – ۲۳ ژانویهٔ ۱۹۴۵) یک سیاست‌مدار اهل آلمان بود.